# 7 поколений рок-н-ролла

Кадр из вступительного ролика сериала

Семь поколений рок-н-ролла - документальный сериал совместного производства BBC и VH1, повествующий о развитии рок-музыки из самих истоков начиная с 1965 года и заканчивая современностью. 
Оригинальный сериал состоит из 7 серий протяженностью 59 минут. Каждая серия заключает в себе тот или иной стиль и направление в рок-музыке и подкреплена интервью с участниками групп, музыкальными критиками и журналистами.
| |                                                                                                  |            |  |
| 1 | Моё поколение: Рождение рока «My Generation: The Birth of Rock»                                  | 19.05.2007 |  |
| Повествует нам о пионерах рока. В частности о таких как The Who, The Rolling Stones, The Yardbirds, The Kinks, The Animals, Bob Dylan, Cream. В ней рассказывается о зарождении этого направления из блюза и о возникновении новой субкультуры. |                                                                                                  |            |  |
| 2 | Раскаленные добела: арт-рок «White Light, White Heat: Art rock»                                  | 26.05.2007 |  |
| С течением времени в роке появляется новое психоделическое звучание. Исполнители начинают надевать вызывающие наряды. Концерты превращаются в феерическое шоу с использованием всевозможных визуальных эффектов. Теперь группы выражали своё творчество не только музыкой, но и превращали своё выступление в некое художественное представление. Группы и исполнители в данной серии: Pink Floyd, The Velvet Underground, David Bowie, The Hype, Roxy Music, Genesis.                         |                                                                                                  |            |  |
| 3 | Пустое поколение: панк-рок «Blank Generation: Punk Rock.»                                        | 02.06.2007 |  |
| Нью-Йорк и Лондон 1975 года, города близкие к разорению. На улицах мусор и толпы безработных. Такая ситуация не могла не повлиять на рок музыкантов. Появляется новое движение - панк-рок. Их музыка наполнена напором, бешенством. В текстах слышится социальное неудовлетворение, ненависть к существующему строю. Группы и исполнители в данной серии: The Ramones, The Sex Pistols, Television, Richard Hell & The Voidoids, Patti Smith, The Damned, The Buzzcocks, The Clash, The Slits. |                                                                                                  |            |  |
| 4 | Никогда не говори "умер": хэви-метал «Never Say Die: Heavy metal»                                | 09.06.2007 |  |
| Тони Айомми из-за производственной травмы слегка перестраивает свою гитару и получает новый, более тяжелый звук. Тем самым открывает новое направление в музыке - хэви-метал. В серии рассказывается о гонении этого направления со стороны правительства и общества в целом. Но хеви-метал стал настолько популярным что его уже никто не мог остановить. Группы и исполнители в данной серии: Black Sabbath, Deep Purple, Judas Priest, Iron Maiden, Mötley Crüe, Ozzy Osbourne, Metallica.  |                                                                                                  |            |  |
| 5 | Мы чемпионы: Стадионный рок «We Are the Champions: Stadium rock.»                                | 16.06.2007 |  |
| Начало 70-х. Рок уже звучит с таким размахом, что для него готовы открыть двери уже целые стадионы. Первооткрывателями подобных представлений по данным этой серии можно назвать Led Zeppelin, Queen, Kiss, Bruce Springsteen, The Police, Dire Straits, U2. |                                                                                                  |            |  |
| 6 | Вне зоны доступа: Американский альтернативный рок «Left of the Dial: American alternative rock.» | 23.06.2007 |  |
| Сиэтл, начало 90-х. Родина альтернативных групп, несущих в себе новое звучание. И противопоставляющих себя традиционному року. Группы и исполнители в данной серии: R.E.M., Black Flag, The Replacements, Hüsker Dü, Mudhoney, Nirvana, Pearl Jam, Pixies. |                                                                                                  |            |  |
| 7 | Чего ждал весь мир: Британское инди «What the World Is Waiting For: British Indie.»              | 30.06.2007 |  |
| История выхода из подполья британских независимых музыкантов. Которые благодаря инди-лейблам могут позволить себе больше творческих идей. Группы и исполнители в данной серии: The Smiths, The Jesus and Mary Chain, The Stone Roses, The Happy Mondays, The Inspiral Carpets, Blur, Oasis, Suede, Coldplay, Stereophonics, Travis, The Verve, The Libertines, Arctic Monkeys, Franz Ferdinand, Kaiser Chiefs.                                                                                 |                                                                                                  |            |  |